# Championnat d'Arabie saoudite de football 2017-2018
Navigation
Saison précédente Saison suivante
La saison 2017-2018 du championnat d'Arabie saoudite de football est la quarante-deuxième édition du championnat de première division en Arabie saoudite. La Premier League regroupe les quatorze meilleurs clubs du pays au sein d'une poule unique, où ils s'affrontent deux fois au cours de la saison, à domicile et à l'extérieur. À la fin de la compétition, les deux derniers du classement jouent les barrages contre deux formations de deuxième division. Les deux meilleures équipes de la deuxième division seront promues afin de porter la saison prochaine le championnat à 16 équipes.

## Qualifications continentales
Quatre places qualificatives pour la Ligue des champions sont attribuées : trois pour les trois premiers au classement à l'issue du championnat, et une pour le vainqueur de la Kings Cup. Si le vainqueur de la Kings Cup s'est classé parmi les trois premiers du championnat, c'est le 4e au classement qui obtient son billet pour la Ligue des champions. 

## Équipes

### Clubs participants
- Al-Nassr FC
- Al-Hilal FC
- Al-Ahli SC
- Al-Ittihad Club
- Al-Fateh FC
- Al-Taawoun FC
- Al-Qadsiah FC
- Ohod Club - Promu de D2
- Al-Faisaly FC
- Al-Shabab FC
- Al-Batin FC
- Al-Raed FC
- Al-Ettifaq FC
- Al-Fayha FC - Promu de D2

### Joueurs étrangers
| Club          | Joueur 1          | Joueur 2          | Joueur 3            | Joueur 4             | Joueur 5                  | Joueur 6              |
| ------------- | ----------------- | ----------------- | ------------------- | -------------------- | ------------------------- | --------------------- |
| Al-Ahli FC    | Claudemir         | Leonardo          | Mohamed Abdel-Shafy | Giannis Fetfatzidis  | Godfrey Oboabona          | Omar Al Somah         |
| Al-Batin FC   | Valdo Alhinho     | Jhonnattann       | Jorge Santos        | Luís Paulo           | Tarabai                   | Alaa Ali Mhawi        |
| Al-Ettifaq FC | Rodrigo Salinas   | Juanmi Callejón   | Fahad Al-Hajri      | Ahmad Ibrahim        | Filip Kiss                | Raïs Mbolhi           |
| Al-Faisaly FC | Igor Rossi        | Luisinho          | Rogerinho           | Mircea Axente        | Khaleem Hyland            | Tendai Ndoro          |
| Al-Fateh FC   | João Pedro        | Sandro Manoel     | Abdelkader Oueslati | Mohamed Ali Yaakoubi | Saith Sakala              |                       |
| Al-Fayha FC   | Gegé              | Ronnie Fernández  | Danilo Asprilla     | John Jairo Ruiz      | Alexandros Tziolis        | Emilio Izaguirre      |
| Al-Hilal      | Carlos Eduardo    | Ali Al-Habsi      | Omar Kharbin        | Matías Britos        | Nicolás Milesi            |                       |
| Al-Ittihad    | Carlos Villanueva | Mahmoud Kahraba   | Fahad Al Ansari     | Ahmed Akaichi        | —                         | —                     |
| Al-Nassr      | Bruno Uvini       | Leonardo Pereira  | Hossam Ghaly        | William Jebor        | Mohamed Fouzair           | Saâd Lagrou           |
| Al-Qadsiah FC | Ryad Kenniche     | Bismark           | Élton               | Jhon Cley            | Hervé Guy                 | Stanley Ohawuchi      |
| Al-Raed FC    | Wander Luiz       | Daniel Amora      | Eli Sabiá           | Kassim Abdallah      | Shikabala                 | Ismaël Bangoura       |
| Al-Shabab FC  | Djamel Benlamri   | Mohamed Benyettou | Marcos Pizzelli     | Jonatas Belusso      | Saad Abdul-Amir           | Farouk Ben Mustapha   |
| Al-Taawoun FC | Cédric Amissi     | Mostafa Fathi     | Essam El-Hadary     | Ricardo Machado      | Alhaji Kamara             | Jehad Al-Hussain      |
| Ohod Club     | Azzedine Doukha   | Ronaldo Henrique  | Dudu Figueiredo     | Isaac Vorsah         | Charles Andriamanitsinoro | Mohamed Sayed Al-Dhaw |

## Compétition

### Classement
| Rang | Équipe                 | Pts | J  | G  | N  | P  | Bp | Bc | Diff |
| ---- | ---------------------- | --- | -- | -- | -- | -- | -- | -- | ---- |
| 1    | Al-Hilal FCT           | 56  | 26 | 16 | 8  | 2  | 47 | 23 | +24  |
| 2    | Al Ahli                | 55  | 26 | 16 | 7  | 3  | 59 | 26 | +33  |
| 3    | Al-Nasr Riyad          | 44  | 26 | 12 | 8  | 6  | 47 | 34 | +13  |
| 4    | Ettifaq FC             | 36  | 26 | 10 | 6  | 10 | 37 | 46 | -9   |
| 5    | Al-Fateh               | 36  | 26 | 9  | 9  | 8  | 34 | 39 | -5   |
| 6    | Al Faisaly             | 35  | 26 | 9  | 8  | 9  | 39 | 33 | +6   |
| 7    | Al-Taawoun             | 34  | 26 | 9  | 7  | 10 | 43 | 36 | +7   |
| 8    | Al-FayhaP              | 34  | 26 | 8  | 10 | 8  | 36 | 40 | -4   |
| 9    | Ittihad FCC            | 33  | 26 | 8  | 9  | 9  | 34 | 41 | -7   |
| 10   | Al-Shabab Riyad        | 31  | 26 | 8  | 7  | 11 | 36 | 36 | 0    |
| 11   | Al-Batin Football Club | 31  | 26 | 8  | 7  | 11 | 35 | 46 | -11  |
| 12   | Al-Qadisiya Al-Khubar  | 25  | 26 | 6  | 7  | 13 | 28 | 41 | -13  |
| 13   | Al-Raed                | 24  | 26 | 5  | 9  | 12 | 43 | 53 | -10  |
| 14   | Ohod ClubP             | 18  | 26 | 4  | 6  | 16 | 24 | 48 | -24  |

|  | Qualification pour la Ligue des champions de l'AFC 2019                               |
|  | Participation au barrage de promotion-relégation                                      |
|  | Relégation en deuxième division                                                       |
|  | T : Tenant du titre C : Vainqueur de la Kings Cup 2018 P : Promu de deuxième division |

### Barrage de promotion-relégation
| Équipe 1  | Résultat | Équipe 2            | Aller | Retour |
| --------- | -------- | ------------------- | ----- | ------ |
| Al-Raed   | 5 - 1    | Al-Kawkab FC (D2)   | 4 - 1 | 1 - 0  |
| Ohod Club | 7 - 1    | Al Ta'ee Ha'il (D2) | 5 - 0 | 2 - 1  |

Al-Raed et Ohod restent en première division, comme le championnat passe la prochaine saison à 16 équipes il n'y a pas de relégation cette saison.

## Bilan de la saison
| Championnat d'Arabie saoudite de football 2017-2018 |                         |
| Champion                                            | Al-Hilal FC (15e titre) |
| Coupes et trophées                                  |                         |
| Vainqueur de la Kings Cup                           | Ittihad FC              |
| Qualifications continentales                        |                         |
| Ligue des champions de l'AFC 2019                   | Al-Hilal FC             |
| Ligue des champions de l'AFC 2019                   | Al Ahli                 |
| Ligue des champions de l'AFC 2019                   | Al-Nasr Riyad           |
| Ligue des champions de l'AFC 2019                   | Ittihad FC              |
| Coupe du golfe des clubs champions 2018-2019        |                         |
| Promotions et relégations                           |                         |
| Promus en Premier League                            | Al Wehda                |
| Promus en Premier League                            | Al-Hazm Rass            |
| Relégués en First Division                          | aucun                   |
| Relégués en First Division                          | aucun                   |